# L'Ombre (sculpture)
Pour les articles homonymes, voir L'Ombre.

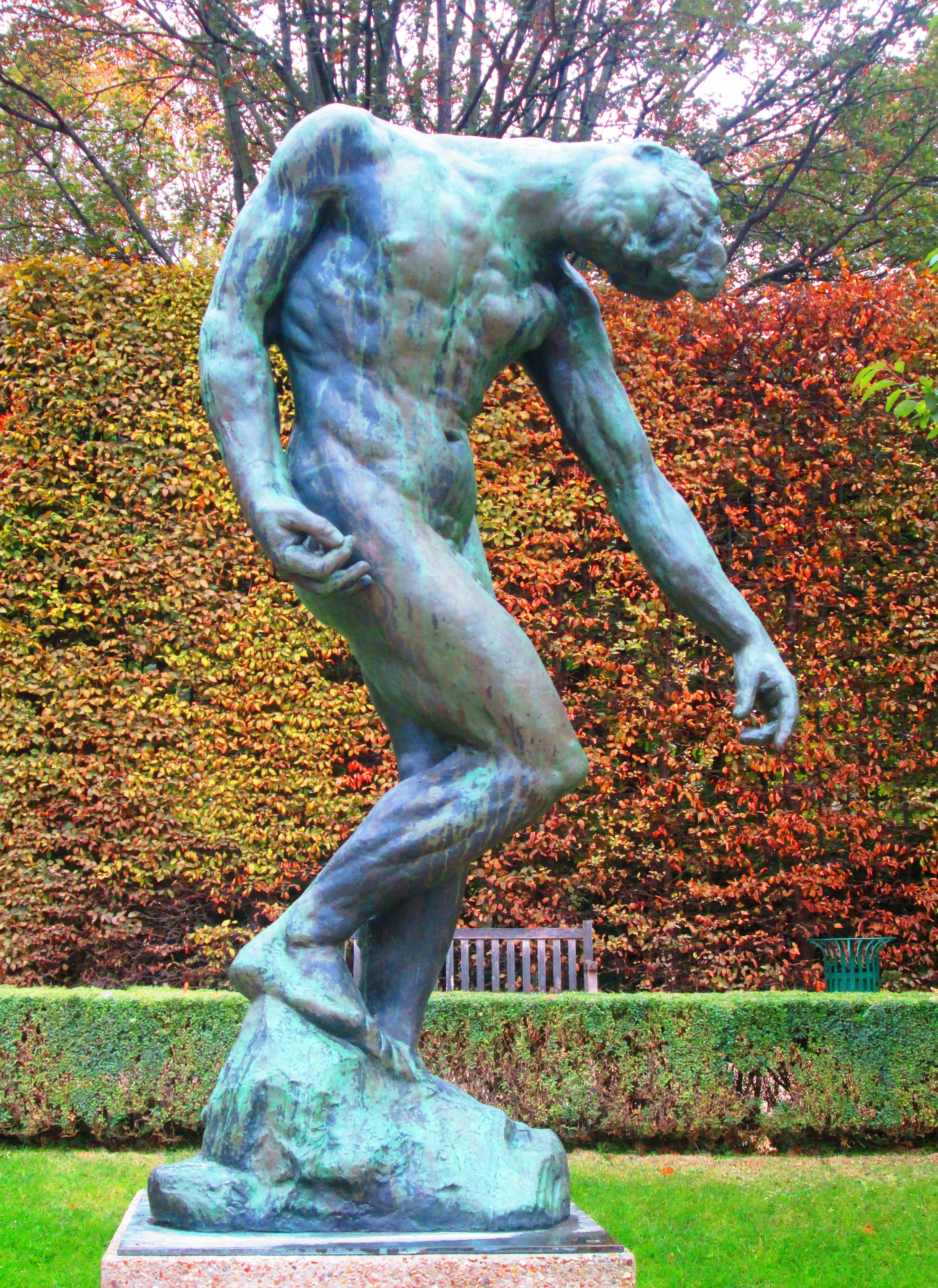

L'Ombre (ou L'Esclave ou Le Titan) est une sculpture de l'artiste français Auguste Rodin, conçue vers 1880 et utilisée en triple exemplaire dans le cadre de l'œuvre de grande envergure de l'artiste, La Porte de l'Enfer. Elle a évolué pour devenir à la fois la sculpture en taille réelle, Les Trois Ombres, et une sculpture séparée d'une seule figure, L'Ombre.
La figure individuelle originale n'avait pas de main droite : Rodin a demandé à Josef Maratka d'en ajouter une en 1904 pour la figure individuelle et Les Trois Ombres.